# Astrapephora romanovi
Astrapephora romanovi är en fjärilsart som beskrevs av Alphéraky 1892. Astrapephora romanovi ingår i släktet Astrapephora och familjen mätare. Inga underarter finns listade i Catalogue of Life.